# Tre Valli Varesine 2023
102. ročník jednodenního cyklistického závodu Tre Valli Varesine se konal 3. října 2023 v italském městě Varese a okolí. Vítězem se stal Belgičan Ilan Van Wilder z týmu Soudal–Quick-Step. Na druhém a třetím místě se umístili Ekvádorec Richard Carapaz (EF Education–EasyPost) a Rus Alexandr Vlasov (Bora–Hansgrohe). Závod byl součástí UCI ProSeries 2023 na úrovni 1.Pro.

## Týmy
Závodu se zúčastnilo 17 z 18 UCI WorldTeamů a 8 UCI ProTeamů. Každý tým přijel na start se sedmi závodníky kromě týmů Q36.5 Pro Cycling Team a Team Corratec–Selle Italia s šesti jezdci. Harm Vanhoucke (Lotto–Dstny) neodstartoval, na start se tak postavilo 172 jezdců. Do cíle ve Varese dojelo 82 z nich.
UCI WorldTeamy
- AG2R Citroën Team
- Alpecin–Deceuninck
- Arkéa–Samsic
- Astana Qazaqstan Team
- Bora–Hansgrohe
- Cofidis
- EF Education–EasyPost
- Groupama–FDJ
- Ineos Grenadiers
- Intermarché–Circus–Wanty
- Lidl–Trek
- Movistar Team
- Soudal–Quick-Step
- Team dsm–firmenich
- Team Jayco–AlUla
- Team Jumbo–Visma
- UAE Team Emirates

UCI ProTeamy
- Bingoal WB
- Eolo–Kometa
- Green Project–Bardiani–CSF–Faizanè
- Israel–Premier Tech
- Lotto–Dstny
- Q36.5 Pro Cycling Team
- Team Corratec–Selle Italia
- Team TotalEnergies

## Výsledky
| Pořadí | Jezdec                 | Tým                   | Čas        |
| ------ | ---------------------- | --------------------- | ---------- |
| 1      | Ilan Van Wilder (BEL)  | Soudal–Quick-Step     | 4h 36' 11" |
| 2      | Richard Carapaz (ECU)  | EF Education–EasyPost | + 16"      |
| 3      | Alexandr Vlasov        | Bora–Hansgrohe        | + 18"      |
| 4      | Primož Roglič (SLO)    | Team Jumbo–Visma      | + 18"      |
| 5      | Tadej Pogačar (SLO)    | UAE Team Emirates     | + 18"      |
| 6      | Michael Woods (CAN)    | Israel–Premier Tech   | + 18"      |
| 7      | Filippo Zana (ITA)     | Team Jayco–AlUla      | + 18"      |
| 8      | Jon Izagirre (ESP)     | Cofidis               | + 18"      |
| 9      | Carlos Rodríguez (ESP) | Ineos Grenadiers      | + 18"      |
| 10     | Ben O'Connor (AUS)     | AG2R Citroën Team     | + 18"      |